# Oligonychus ephamnus
Oligonychus ephamnus är en spindeldjursart som beskrevs av John Stanley Beard och Thomas Walter 2003. Oligonychus ephamnus ingår i släktet Oligonychus och familjen Tetranychidae. Inga underarter finns listade i Catalogue of Life.